# Tobias Theorell
Hugo Tobias Theorell, född 22 juli 1969, är en svensk  regissör, skådespelare och operachef. Sedan 2024 är han operachef vid Kungliga Operan i Stockholm. 

## Biografi
Theorell är utbildad vid skådespelarlinjen på Teaterhögskolan i Malmö 1992–1995. Regidebuten var med Livet är en dröm för Unga Klara 2003. Som teaterregissör har han arbetat på Stockholms stadsteater, Dramaten, Uppsala stadsteater, Det Norske Teatret och Göteborgs stadsteater. På Stockholms stadsteater har han satt upp Sweeney Todd, Olof Palme, Orestien, Emilia Galotti, Sommarnattens leende, Mordet på Marat, Lyckliga dagar och Natten är dagens mor / Kaos är granne med Gud. Som operaregissör har han satt upp två Verdi-operor på Kungliga Operan: Maskeradbalen och Stiffelio samt vidare Peter Grimes på Norrlandsoperan och  Madama Butterfly på Opera Hedland. På Malmö Dramatiska Teater har han satt upp Körsbärsträdgården, Födelsedagsfesten och Sånt händer.
Theorell nominerades 2012 av den tyska tidningen Opernwelt i kategorin bästa regi för sin uppsättning av Friskytten i Coburg. 

I augusti 2020 tillträdde Tobias Theorell som konstnärlig chef för Folkoperan i Stockholm. I augusti 2024 utnämndes Tobias Theorell till konstnärlig operachef på Kungliga Operan i Stockholm.

## Teater

### Roller (ej komplett)
| År   | Roll   | Produktion         | Regi          | Teater      |
| ---- | ------ | ------------------ | ------------- | ----------- |
| 1993 | Peider | Andorra Max Frisch | Thomas Müller | Dalateatern |

### Regi (ej komplett)
| År   | Produktion | Upphovsmän                                                         | Teater                   |
| ---- | --- | ------------------------------------------------------------------ | ------------------------ |
| 2003 | Livet är en dröm |                                                                    | Unga Klara               |
| 2004 | Födelsedagsfesten |                                                                    | Malmö Dramatiska Teater  |
| 2005 | Det frusna på torget |                                                                    | Uppsala stadsteater      |
| 2005 | Sånt händer |                                                                    | Malmö Dramatiska Teater  |
| 2006 | Brott och straff |                                                                    | Det Norske Teatret       |
| 2007 | Körsbärsträdgården Вишнёвый сад, Visjnjovyj | Anton Tjechov                                                      | Malmö Dramatiska Teater  |
| 2007 | Natten är dagens mor Kaos är granne med Gud | Lars Norén                                                         | Stockholms stadsteater   |
| 2007 | Lyckliga dagar Happy Days | Samuel Beckett                                                     | Stockholms stadsteater   |
| 2008 | Mordet på Marat Die Verfolgung und Ermordung Jean Paul Marats, dargestellt durch die Schauspielgruppe des Hospizes zu Charenton unter Anleitung des Herrn de Sade | Peter Weiss                                                        | Stockholms stadsteater   |
| 2008 | Park Aveny | Lucas Svensson                                                     | Göteborgs Stadsteater    |
| 2009 | Peter Grimes | Benjamin Britten och Montagu Slater                                | Norrlandsoperan          |
| 2010 | Sommarnattens leende A Little Night Music | Stephen Sondheim och Hugh Wheeler                                  | Stockholms stadsteater   |
| 2010 | Emilia Galotti | Gotthold Ephraim Lessing                                           | Stockholms stadsteater   |
| 2011 | Stiffelio | Giuseppe Verdi och Francesco Maria Piave                           | Kungliga Operan          |
| 2011 | Orestien Ὀρέστεια | Aischylos                                                          | Stockholms stadsteater   |
| 2011 | Friskytten Der Freischütz | Carl Maria von Weber och Johann Friedrich Kind                     | Coburg                   |
| 2012 | Olof Palme |                                                                    | Stockholms stadsteater   |
| 2012 | Maskeradbalen Un ballo in maschera | Giuseppe Verdi och Antonio Somma                                   | Kungliga Operan          |
| 2013 | Madama Butterfly | Giacomo Puccini, Luigi Illica och Giuseppe Giacosa                 | Opera Hedland            |
| 2013 | Sweeney Todd | Stephen Sondheim och Hugh Wheeler Översättning Calle Norlén        | Kulturhuset Stadsteatern |
| 2014 | Tartuffe | Molière                                                            | Göteborgs Stadsteater    |
| 2014 | Svarta djuret sorg Schwarzes Tier Traurigkeit | Anja Hilling                                                       | Dramaten                 |
| 2015 | Salome | Richard Strauss                                                    | Landestheater Coburg     |
| 2015 | Così fan tutte | Wolfgang Amadeus Mozart                                            | Opera Hedeland           |
| 2015 | Eugen Onegin Евгéний Онéгин, Jevgénij Onégin | Pjotr Tjajkovskij                                                  | Malmö Opera              |
| 2017 | Figaros bröllop La Folle Journée, ou Le Mariage de Figaro | Pierre de Beaumarchais Översättning Göran O. Eriksson              | Dramaten                 |
| 2017 | Anna Karenina Анна Каренина, Anna Karenina | Lev Tolstoj                                                        | Dramaten                 |
| 2017 | Berusade Пьяные | Ivan Vyrypaev                                                      | Bryggeriteatern          |
| 2018 | Salieri vs Mozart | Antonio Salieri/Nikolaj Rimskij-Korsakov                           | Folkoperan               |
|      | Stolarna Les Chaises | Eugène Ionesco Översättning Sven Åke Heed                          | Dramaten                 |
| 2019 | Bortbytingen | Sara Bergmark Elfgren efter Selma Lagerlöf                         | Dramaten                 |
| 2019 | Lilla Måsen | Anton Tjechov/Maria Olsson                                         | Unga Dramaten            |
| 2019 | Cavalleria Rusticana/Pagliacci | Pietro Mascagni/Ruggiero Leoncavallo                               | Staatstheater Kassel     |
| 2020 | Berusade Пьяные, Pyanye | Ivan Vyrypaev Översättning Janina Orlov                            | Dramaten                 |
| 2020 | Rigoletto | Giuseppe Verdi                                                     | Opera Hedeland           |
| 2021 | Don Giovanni | Wolfgang Amadeus Mozart                                            | Norrlandsoperan          |
| 2021 | Don Carlos | Giuseppe Verdi                                                     | Folkoperan               |
| 2023 | Tidens larm | Julian Barnes Översättning Mats Hörmark, Dramatisering Joakim Sten | Folkoperan               |

## Radioteater

### Regi
| År   | Produktion  | Upphovsmän |
| ---- | ----------- | ---------- |
| 2008 | Molnskeppet |            |

## Utmärkelser
- Litteris et Artibus, 28 januari 2025[14]